# Hanzhong Road
Hanzhong Road (汉中路) is een station van de metro van Shanghai, gelegen in het district Zhabei. Het station werd geopend op 10 april 1995 en is onderdeel van lijn 1 en ligt binnen de binnenste ringweg van Shanghai. Sinds december 2015 doen tevens lijn 12 en lijn 13 het station aan.